# 沛国相县刘氏
沛国相县刘氏，是中国中古时代一个以沛郡为郡望的刘姓士族，是楚元王刘交幼子棘乐侯刘调的后裔，沛国相县刘氏先后涌现出刘惔、刘巘、刘显、刘臻等代表人物，在儒学和文学方面都产生了重要影响。

## 郡望
- 沛郡